# Église de Paltamo
L’église de Paltamo (finnois : Paltamon kirkko) est une église luthérienne  située à Paltamo en Finlande.

## Architecture
Dès la fin du XIXe siècle, la paroisse projette la construction d’une nouvelle église.
La construction débute en 1939, mais à cause de la guerre d'hiver, les travaux s’allongent et l'église n'est inaugurée que le 4 août 1946.
Conçue par Ilmari Launis.
L'église en briques recouvertes d'un crépi blanc et une église-halle.
Les cloches ont été achetées après la guerre et proviennent du Monastère de Konevitsa.
Le retable représentant l'ascension du Christ est peint en 1947 par Toivo Tuhkanen.